# Ашево (станция)
А́шево — железнодорожная станция Санкт-Петербург-Витебского отделения Октябрьской железной дороги, расположена недалеко от деревень Малые и Большие Старики в Бежаницком районе Псковской области между о. п. 314 км и о. п. 326 км. Находится на расстоянии 318 км от Санкт-Петербурга, 73 км от Дна и 103 км до Новосокольников.

## История
Будучи еще разъездом, нынешнее название станция получила в 1907 году, поскольку «в районе разъезда находится в 10 верстах село Ашево с населением свыше 1000 душ».
В октябре 2001 года администрация Бежаницкого района дала согласие на закрытие коммерческих операций, т.е. погрузочно-разгрузочные операции здесь не производятся. Осталось только пассажирское сообщение.

## Путевое развитие
Путевое развитие включает в себя 3 станционных пути — один главный (центральный) и два приемо-отправочных. На станции имеется одна боковая платформа — возле первого пути. На станции имеюется здание вокзала, здание ДСП и путейский домик.

## Дальнее сообщение
| № поезда | Маршрут движения               | № поезда | Маршрут движения               |
| -------- | ------------------------------ | -------- | ------------------------------ |
| 607      | Санкт-Петербург — Великие Луки | 608      | Великие Луки — Санкт-Петербург |

## Пригородное сообщение
По состоянию на 2025 год на станции имеют остановку поезда следующих направлений:
- Дно - Новосокольники - Дно